# 格拉夫·普拉斯娛樂公司
格拉夫·普拉斯娛樂公司（Crafty Plugz）是一間美國的獨立唱片公司，成立於2001年。格拉夫·普拉斯娛樂公司是一間娛樂管理公司，由卡邁勒·普拉特（Kamel Pratt）。2001年年尾，歐陽靖簽約成為該公司的第一名藝人，並由該公司發行唱片。該公司其他歌手還有Yung Mac和LS。

## 外部連結
- 拉夫·普拉斯娛樂公司網站 （页面存档备份，存于）